# 대한민국 민법 제375조
대한민국 민법 제375조는 종류채권에 대한 민법 채권법상 조문이다. 독일민법 제243조, 스위스채무법 제71조, 중화민국민법 제200조, 만주민법 제362조 등과 유사하다.

## 조문
제375조(종류채권) ① 채권의 목적을 종류로만 지정한 경우에 법률행위의 성질이나 당사자의 의사에 의하여 품질을 정할 수 없는 때에는 채무자는 중등품질의 물건으로 이행하여야 한다.
②전항의 경우에 채무자가 이행에 필요한 행위를 완료하거나 채권자의 동의를 얻어 이행할 물건을 지정한 때에는 그때로부터 그 물건을 채권의 목적물로 한다.

第375條(種類債權) ① 債權의 目的을 種類로만 指定한 境遇에 法律行爲의 性質이나 當事者의 意思에 依하여 品質을 定할 수 없는 때에는 債務者는 中等品質의 物件으로 履行하여야 한다.
②前項의 境遇에 債務者가 履行에 必要한 行爲를 完了하거나 債權者의 同意를 얻어 履行할 物件을 指定한 때에는 그때로부터 그 物件을 債權의 目的物로 한다.

 Article 375 (Fungible Claim)  (1)　In cases the subject of the claim is specified only with reference to a type and if the quality of such property cannot be identified due to the nature of the juristic act or intention of the relevant party(ies), the obligor must deliver the property of intermediate quality.
(2)　In the case set forth in the preceding paragraph, if the obligor has completed the acts necessary to deliver the Thing, or has identified the Thing he/she is to deliver with the consent of the obligee, such Thing shall thenceforth constitute the subject of the claim.

## 비교 조문
일본민법 제401조(종류채권) 1. 채권의 목적물을 종류만으로 지정한 경우에 있어서 법률행위의 성질 또는 당사자의 의사에 의하여 그 품질을 정할 수 없을 때에는 채무자는 중등의 품질을 가진 물건을 급부하여야 한다.
2. 전항의 경우에 있어서 채무자가 물건을 급부하는데 필요한 행위를 완료하거나 또는 채권자의 동의를 얻어 그 급부하여야 할 물건을 지정한 때에는 이후 그 물건을 채권의 목적물로 한다.

第四百一条（種類債権) 1. 債権の目的物を種類のみで指定した場合において、法律行為の性質又は当事者の意思によってその品質を定めることができないときは、債務者は、中等の品質を有する物を給付しなければならない。
2. 前項の場合において、債務者が物の給付をするのに必要な行為を完了し、又は債権者の同意を得てその給付すべき物を指定したときは、以後その物を債権の目的物とする。

## 사례
세권은 정문에게 1,000kg의 대추야자를 수입하여 납품하는 계약을 체결했다. 계약서에는 대추야자의 품질에 대한 구체적인 언급이 없었다. 계약 이행일이 다가오자 세권은 중동에서 가장 저렴한 품질의 예멘산 대추야자를 수입하여 공급하려 했고, 정문은 “너무 품질이 낮아 받을 수 없다”며 거부했다. 세권은 가장 저급한 품질이 아니라 일반적으로 통용되는 중간 정도(중등)의 품질의 두바이산 대추야자를 수입하여 공급해야 할 의무가 있다.

## 판례
- 제한종류채권에 있어 급부목적물의 특정에는, 원칙적으로 종류채권의 급부목적물의 특정에 관한 민법 제375조 2항이 적용된다[1]

## 참고 문헌
- 오현수, 일본민법, 진원사, 2014. ISBN 978-89-6346-345-2
- 오세경, 대법전, 법전출판사 , 2014 ISBN 978-89-262-1027-7
- 이준현 , LOGOS 민법 조문판례집, 미래가치, 2015. ISBN 979-1-155-02086-9

## 같이 보기
- 대한민국 민법 제105조 법률행위
- 대한민국 민법 제106조 법률행위
- 대한민국 민법 제598조 법률행위의 성질로 정하여질 경우
- 대한민국 민법 제604조 법률행위의 성질로 정하여질 경우
- 대한민국 민법 제467조 이행에 필요한 행위
- 대한민국 민법 제460조 이행에 필요한 행위
- 대한민국 민법 제487조 이행에 필요한 행위
- 대한민국 민법 제488조 이행에 필요한 행위
- 대한민국 민법 제489조 이행에 필요한 행위
- 대한민국 민법 제490조 이행에 필요한 행위
- 대한민국 민법 제491조 이행에 필요한 행위
- 대한민국 민법 제374조 특정의 효과
- 대한민국 민법 제537조 특정의 효과